# Football League Championship 2015/2016
Football League Championship 2015/2016 var den tjugofjärde säsongen under sitt nuvarande format.

## Deltagande lag
- Birmingham City
- Blackburn Rovers
- Bolton Wanderers
- Brentford
- Brighton & Hove Albion
- Bristol City
- Burnley
- Cardiff City
- Charlton Athletic
- Derby County
- Fulham
- Huddersfield Town
- Hull City
- Ipswich Town
- Leeds United
- Middlesbrough
- Milton Keynes Dons
- Nottingham Forest
- Preston North End
- Queens Park Rangers
- Reading
- Rotherham United
- Sheffield Wednesday
- Wolverhampton Wanderers

## Tabeller

### Poängtabell
| Nr | Lag                     | S  | V  | O  | F  | GM | IM | MS  | P  |
| -- | ----------------------- | -- | -- | -- | -- | -- | -- | --- | -- |
| 1  | Burnley (N)             | 46 | 26 | 15 | 5  | 72 | 35 | +37 | 93 |
| 2  | Middlesbrough           | 46 | 26 | 11 | 9  | 63 | 31 | +32 | 89 |
| 3  | Brighton & Hove Albion  | 46 | 24 | 17 | 5  | 72 | 42 | +30 | 89 |
| 4  | Hull City (N)           | 46 | 24 | 11 | 11 | 69 | 35 | +34 | 83 |
| 5  | Derby County            | 46 | 21 | 15 | 10 | 66 | 43 | +23 | 78 |
| 6  | Sheffield Wednesday     | 46 | 19 | 17 | 10 | 66 | 45 | +21 | 74 |
| 7  | Ipswich Town            | 46 | 18 | 15 | 13 | 53 | 51 | +2  | 69 |
| 8  | Cardiff City            | 46 | 17 | 17 | 12 | 56 | 51 | +5  | 68 |
| 9  | Brentford               | 46 | 19 | 8  | 19 | 72 | 67 | +5  | 65 |
| 10 | Birmingham City         | 46 | 16 | 15 | 15 | 53 | 49 | +4  | 63 |
| 11 | Preston North End (U)   | 46 | 15 | 17 | 14 | 45 | 45 | 0   | 62 |
| 12 | Queens Park Rangers (N) | 46 | 14 | 18 | 14 | 54 | 54 | 0   | 60 |
| 13 | Leeds United            | 46 | 14 | 17 | 15 | 50 | 58 | −8  | 59 |
| 14 | Wolverhampton Wanderers | 46 | 14 | 16 | 16 | 53 | 58 | −5  | 58 |
| 15 | Blackburn Rovers        | 46 | 13 | 16 | 17 | 46 | 46 | 0   | 55 |
| 16 | Nottingham Forest       | 46 | 13 | 16 | 17 | 43 | 47 | −4  | 55 |
| 17 | Reading                 | 46 | 13 | 13 | 20 | 52 | 59 | −7  | 52 |
| 18 | Bristol City (U)        | 46 | 13 | 13 | 20 | 54 | 71 | −17 | 52 |
| 19 | Huddersfield Town       | 46 | 13 | 12 | 21 | 59 | 70 | −11 | 51 |
| 20 | Fulham                  | 46 | 12 | 15 | 19 | 66 | 79 | −13 | 51 |
| 21 | Rotherham United        | 46 | 13 | 10 | 23 | 53 | 71 | −18 | 49 |
| 22 | Charlton Athletic       | 46 | 9  | 13 | 24 | 40 | 80 | −40 | 40 |
| 23 | Milton Keynes Dons (U)  | 46 | 9  | 12 | 25 | 39 | 69 | −30 | 39 |
| 24 | Bolton Wanderers        | 46 | 5  | 15 | 26 | 41 | 81 | −40 | 30 |

### Resultattabell
| Hemma \ Borta           | BIR | BLB | BOL | BRE | BHA | BRI | BUR | CAR | CHA | DER | FUL | HUD | HUL | IPS | LEE | MID | MKD | NOT | PNE | QPR | REA | ROT | SHW | WOL |
| Birmingham City         | —   | –   | –   | –   | –   | –   | –   | –   | –   | –   | –   | –   | –   | –   | –   | –   | –   | –   | –   | –   | –   | –   | –   | –   |
| Blackburn Rovers        | –   | —   | –   | –   | –   | –   | –   | –   | –   | –   | –   | –   | –   | –   | –   | –   | –   | –   | –   | –   | –   | –   | –   | –   |
| Bolton Wanderers        | –   | –   | —   | –   | –   | –   | –   | –   | –   | –   | –   | –   | –   | –   | –   | –   | –   | –   | –   | –   | –   | –   | –   | –   |
| Brentford               | –   | –   | –   | —   | –   | –   | –   | –   | –   | –   | –   | –   | –   | –   | –   | –   | –   | –   | –   | –   | –   | –   | –   | –   |
| Brighton & Hove Albion  | –   | –   | –   | –   | —   | –   | –   | –   | –   | –   | –   | –   | –   | –   | –   | –   | –   | –   | –   | –   | –   | –   | –   | –   |
| Bristol City            | –   | –   | –   | –   | –   | —   | –   | –   | –   | –   | –   | –   | –   | –   | –   | –   | –   | –   | –   | –   | –   | –   | –   | –   |
| Burnley                 | –   | –   | –   | –   | –   | –   | —   | –   | –   | –   | –   | –   | –   | –   | –   | –   | –   | –   | –   | –   | –   | –   | –   | –   |
| Cardiff City            | –   | –   | –   | –   | –   | –   | –   | —   | –   | –   | –   | –   | –   | –   | –   | –   | –   | –   | –   | –   | –   | –   | –   | –   |
| Charlton Athletic       | –   | –   | –   | –   | –   | –   | –   | –   | —   | –   | –   | –   | –   | –   | –   | –   | –   | –   | –   | –   | –   | –   | –   | –   |
| Derby County            | –   | –   | –   | –   | –   | –   | –   | –   | –   | —   | –   | –   | –   | –   | –   | –   | –   | –   | –   | –   | –   | –   | –   | –   |
| Fulham                  | –   | –   | –   | –   | –   | –   | –   | –   | –   | –   | —   | –   | –   | –   | –   | –   | –   | –   | –   | –   | –   | –   | –   | –   |
| Huddersfield Town       | –   | –   | –   | –   | –   | –   | –   | –   | –   | –   | –   | —   | –   | –   | –   | –   | –   | –   | –   | –   | –   | –   | –   | –   |
| Hull City               | –   | –   | –   | –   | –   | –   | –   | –   | –   | –   | –   | –   | —   | –   | –   | –   | –   | –   | –   | –   | –   | –   | –   | –   |
| Ipswich Town            | –   | –   | –   | –   | –   | –   | –   | –   | –   | –   | –   | –   | –   | —   | –   | –   | –   | –   | –   | –   | –   | –   | –   | –   |
| Leeds United            | –   | –   | –   | –   | –   | –   | –   | –   | –   | –   | –   | –   | –   | –   | —   | –   | –   | –   | –   | –   | –   | –   | –   | –   |
| Middlesbrough           | –   | –   | –   | –   | –   | –   | –   | –   | –   | –   | –   | –   | –   | –   | –   | —   | –   | –   | –   | –   | –   | –   | –   | –   |
| Milton Keynes Dons      | –   | –   | –   | –   | –   | –   | –   | –   | –   | –   | –   | –   | –   | –   | –   | –   | —   | –   | –   | –   | –   | –   | –   | –   |
| Nottingham Forest       | –   | –   | –   | –   | –   | –   | –   | –   | –   | –   | –   | –   | –   | –   | –   | –   | –   | —   | –   | –   | –   | –   | –   | –   |
| Preston North End       | –   | –   | –   | –   | –   | –   | –   | –   | –   | –   | –   | –   | –   | –   | –   | –   | –   | –   | —   | –   | –   | –   | –   | –   |
| Queens Park Rangers     | –   | –   | –   | –   | –   | –   | –   | –   | –   | –   | –   | –   | –   | –   | –   | –   | –   | –   | –   | —   | –   | –   | –   | –   |
| Reading                 | –   | –   | –   | –   | –   | –   | –   | –   | –   | –   | –   | –   | –   | –   | –   | –   | –   | –   | –   | –   | —   | –   | –   | –   |
| Rotherham United        | –   | –   | –   | –   | –   | –   | –   | –   | –   | –   | –   | –   | –   | –   | –   | –   | –   | –   | –   | –   | –   | —   | –   | –   |
| Sheffield Wednesday     | –   | –   | –   | –   | –   | –   | –   | –   | –   | –   | –   | –   | –   | –   | –   | –   | –   | –   | –   | –   | –   | –   | —   | –   |
| Wolverhampton Wanderers | –   | –   | –   | –   | –   | –   | –   | –   | –   | –   | –   | –   | –   | –   | –   | –   | –   | –   | –   | –   | –   | –   | –   | —   |

## Playoff
|  | Semifinaler             | Semifinaler          | Semifinaler | Semifinaler |  |            | Final | Final |  |  |  |  |  |  |  |  |  |  |
|  |                         |                      |             |             |  |            |       |       |  |  |  |  |  |  |  |  |  |  |
|  |                         |                      |             |             |  |            |       |       |  |  |  |  |  |  |  |  |  |  |
|  | 5Derby County           | 0                    | 2           | 2           |  |            |       |       |  |  |  |  |  |  |  |  |  |  |
|  | 4Hull City              | 3                    | 0           | 3           |  |            |       |       |  |  |  |  |  |  |  |  |  |  |
|  |                         |                      |             |             |  |            |       |       |  |  |  |  |  |  |  |  |  |  |
|  |                         |                      |             |             |  |            |       |       |  |  |  |  |  |  |  |  |  |  |
|  |                         |                      |             |             |  | 4Hull City | 1     |       |  |  |  |  |  |  |  |  |  |  |
|  |                         | 6Sheffield Wednesday | 0           |             |  |            |       |       |  |  |  |  |  |  |  |  |  |  |
|  |                         |                      |             |             |  |            |       |       |  |  |  |  |  |  |  |  |  |  |
|  |                         |                      |             |             |  |            |       |       |  |  |  |  |  |  |  |  |  |  |
|  |                         |                      |             |             |  |            |       |       |  |  |  |  |  |  |  |  |  |  |
|  |                         |                      |             |             |  |            |       |       |  |  |  |  |  |  |  |  |  |  |
|  | 6Sheffield Wednesday    | 2                    | 1           | 3           |  |            |       |       |  |  |  |  |  |  |  |  |  |  |
|  | 3Brighton & Hove Albion | 0                    | 1           | 1           |  |            |       |       |  |  |  |  |  |  |  |  |  |  |

Hull City kvalificerade sig för Premier League 2016/2017